# Dysochrysa
Dysochrysa is een geslacht van insecten uit de familie van de gaasvliegen (Chrysopidae), die tot de orde netvleugeligen (Neuroptera) behoort.

## Soorten
- D. furcata Tjeder, 1966
- D. reflexa Tjeder, 1966